# Эдисултанов, Ихван
Ихван Эдисултанов (род. 2002) — российский дзюдоист, серебряный призёр первенства России 2018 года среди юниоров, победитель и призёр всероссийских и международных турниров, победитель и призёр этапов Кубка Европы среди кадетов и юниоров, бронзовый призёр Кубка России 2021 года, мастер спорта России международного класса (2021). Выступает в средней весовой категории (до 90 кг).
Чеченец.

## Спортивные результаты
- Первенство России среди юниоров 2018 (Тюмень) — ;
- Этап Кубка Европы среди кадетов 2019 (Фолоника) — ;
- Этап Кубка Европы среди кадетов 2019 (Тула) — ;
- Этап Кубка Европы среди кадетов 2019 (Берлин) — ;
- Этап Кубка Европы среди кадетов 2019 (Бьяльско-Бяла) — ;
- Первенство Европы среди юниоров 2019 (Варшава) — ;
- Первенство мира среди юниоров 2019 (Алма-Ата) — ;
- Открытый Кубок Европы по дзюдо среди юниоров (Словень) — ;
- Кубок Европы по дзюдо 2019 — ;
- Первенство России среди юниоров 2018 (Армавир) — ;
- Кубок Европы по дзюдо среди юниоров 2021 — ;
- Кубок России по дзюдо 2021 — ;
- Первенство России среди молодёжи 2022 (Тюмень) — ;